# Buttati Bernardo!
Buttati Bernardo! (You're a Big Boy Now) è un film del 1966 diretto da Francis Ford Coppola, sua seconda opera da regista, tratto dal romanzo di David Benedictus.
Presentato originariamente come tesi per il master alla UCLA (il regista aveva 27 anni), venne presentato in concorso al Festival di Cannes 1967 e fece guadagnare a Geraldine Page una delle sue tante candidature all'Oscar come miglior attrice non protagonista.
Buttati Bernardo! è una commedia surreale, caratterizzata da situazioni comiche o grottesche, che critica l'istituzione familiare americana colpevole di reprimere la crescita sessuale del giovane Bernardo (come fa meglio intendere il titolo originale: You're a Big Boy Now).

## Trama
New York, metà degli anni sessanta. Bernardo è un diciannovenne timido, sensibile ed un po' imbranato, succube dei genitori. Lavora come impiegato nella biblioteca del padre il quale, non contento della sua condotta lavorativa, decide di mandarlo a vivere da solo in una camera ammobiliata; ciò nonostante, la madre resta comunque in contatto con la proprietaria dell'appartamento per ottenere informazioni sul comportamento del figlio.
Bernardo, ancora vergine, un giorno perde la testa ed entra in totale confusione per la stravagante Barbara Darlyn, non rendendosi conto delle attenzioni di Amy, segretaria del padre. Quindi decide di scrivere una lettera a Barbara la quale, lo invita a passare in camerino dopo lo spettacolo a teatro. Colpita dalla particolarità di Bernardo, e dopo aver passato con lui una notte (senza aver concluso nulla) lo induce a trasferirsi definitivamente da lei.
In realtà Barbara è solo una ragazza instabile e tratta Bernardo come se fosse una marionetta nelle sue mani; ma Bernardo comprende che Barbara è solo una donna e lui è soltanto un uomo, e dopo aver scoperto il “tradimento” di Barbara con il suo collega, esplode, e va su tutte le furie cercando di bruciare la bibbia conservata gelosamente dal padre in biblioteca.
Passa la notte in galera per la suddetta bravata, uscendo grazie ad Amy, che paga la cauzione, e quindi ormai disilluso ma lucido decide di far coppia con Amy.